# Naše novine (Subotica)
Naše novine su bile novine koje su počele izlaziti 4. prosinca 1907. kao polumjesečnik (dvotjednik) u Subotici. 
Bile su službeno glasilo Zemaljske kršćansko-socijalne stranke (mađ. Országos Keresztényszocialista Szövetség), koje se bavilo političkim, gospodarstvenim i društvenim temama.
Od 1908. izlaze kao tjednik.
Prestale su izlaziti 1918. Zadnji je broj izašao 29. rujna.

## Urednici
Urednici su bili Stipan Subotić  (u dvama navratima)i Joso Mamužić (u dvama navratima), Ivan Petreš Čudomil, Blaško Rajić (u dvama navratima), Matija Čatalinac, Béla Mészáros i Stipan Subotički.